# Írország az 1992. évi nyári olimpiai játékokon
Írország a spanyolországi Barcelonában megrendezett 1992. évi nyári olimpiai játékok egyik részt vevő nemzete volt. Az országot az olimpián 12 sportágban 58 sportoló képviselte, akik összesen 2 érmet szereztek.

## Érmesek
| Érem  | Versenyző        | Sportág   | Versenyszám |
| ----- | ---------------- | --------- | ----------- |
| Arany | Michael Carruth  | Ökölvívás | Váltósúly   |
| Ezüst | Wayne McCullough | Ökölvívás | Harmatsúly  |

## Atlétika
Férfi
| Versenyző         | Versenyszám     | Előfutam | Előfutam | Előfutam | Negyeddöntő | Negyeddöntő | Negyeddöntő | Elődöntő | Elődöntő | Elődöntő | Döntő         | Döntő         |
| Versenyző         | Versenyszám     | Idő      | Hely.    | Össz.    | Idő         | Hely.       | Össz.       | Idő      | Hely.    | Össz.    | Idő           | Helyezés      |
| ----------------- | --------------- | -------- | -------- | -------- | ----------- | ----------- | ----------- | -------- | -------- | -------- | ------------- | ------------- |
| Marcus O’Sullivan | 1500 m          | 3:37,07  | 4.       | 5.       |             |             |             | 3:37,16  | 8.       | 8.       | kiesett       | kiesett       |
| John Doherty      | 5000 m          | 13:41,27 | 6.       | 22.      |             |             |             |          |          |          | kiesett       | kiesett       |
| Paul Donovan      | 5000 m          | 14:03,79 | 10.      | 37.      |             |             |             |          |          |          | kiesett       | kiesett       |
| Frank O'Mara      | 5000 m          | 13:38,79 | 4.       | 18.      |             |             |             |          |          |          | kiesett       | kiesett       |
| Noel Berkeley     | 10 000 m        | 29:23,58 | 17.      | 35.      |             |             |             |          |          |          | kiesett       | kiesett       |
| Sean Dollman      | 10 000 m        | 28:55,77 | 16.      | 28.      |             |             |             |          |          |          | kiesett       | kiesett       |
| T. J. Kearns      | 110 m gát       | 13,63    | 4.       | 12.      | 13,87       | 7.          | 19.         | kiesett  | kiesett  | kiesett  | kiesett       | kiesett       |
| Thomas Hughes     | Maraton         |          |          |          |             |             |             |          |          |          | 2:32:55       | 72.           |
| Andrew Ronan      | Maraton         |          |          |          |             |             |             |          |          |          | nem ért célba | nem ért célba |
| John Treacy       | Maraton         |          |          |          |             |             |             |          |          |          | 2:24:11       | 51.           |
| Jimmy McDonald    | 20 km gyaloglás |          |          |          |             |             |             |          |          |          | 1:25:16       | 6.            |
| Bobby O'Leary     | 20 km gyaloglás |          |          |          |             |             |             |          |          |          | kizárták      | kizárták      |

| Versenyző       | Versenyszám   | Selejtező | Selejtező | Döntő    | Döntő    |
| Versenyző       | Versenyszám   | Eredmény  | Helyezés  | Eredmény | Helyezés |
| --------------- | ------------- | --------- | --------- | -------- | -------- |
| Victor Costello | Súlylökés     | 17,15 m   | 22.       | kiesett  | kiesett  |
| Paul Quirke     | Súlylökés     | 17,01 m   | 23.       | kiesett  | kiesett  |
| Nick Sweeney    | Diszkoszvetés | 57,68 m   | 23.       | kiesett  | kiesett  |
| Terry McHugh    | Gerelyhajítás | 73,26 m   | 27.       | kiesett  | kiesett  |

Női
| Versenyző           | Versenyszám     | Előfutam | Előfutam | Előfutam | Elődöntő | Elődöntő | Elődöntő | Döntő   | Döntő    |
| Versenyző           | Versenyszám     | Idő      | Hely.    | Össz.    | Idő      | Hely.    | Össz.    | Idő     | Helyezés |
| ------------------- | --------------- | -------- | -------- | -------- | -------- | -------- | -------- | ------- | -------- |
| Sonia O’Sullivan    | 1500 m          | 4:07,70  | 5.       | 5.       | 4:06,24  | 11.      | 18.      | kiesett | kiesett  |
| Sonia O’Sullivan    | 3000 m          | 8:50,08  | 1.       | 13.      |          |          |          | 8:47,41 | 4.       |
| Catherina McKiernan | 3000 m          | 8:57,91  | 8.       | 20.      |          |          |          | kiesett | kiesett  |
| Perri Williams      | 10 km gyaloglás |          |          |          |          |          |          | 54:53   | 37.      |

## Cselgáncs
Férfi
| Versenyző   | Versenyszám | Selejtező                           | 32-es főtábla                        | Nyolcaddöntő                        | Negyeddöntő       | Elődöntő          | Vigaszág első kör | Vigaszág nyolcaddöntő         | Vigaszág negyeddöntő | Vigaszág elődöntő | Bronz- mérkőzés   | Döntő             | Helyezés |
| Versenyző   | Versenyszám | Ellenfél Eredmény                   | Ellenfél Eredmény                    | Ellenfél Eredmény                   | Ellenfél Eredmény | Ellenfél Eredmény | Ellenfél Eredmény | Ellenfél Eredmény             | Ellenfél Eredmény    | Ellenfél Eredmény | Ellenfél Eredmény | Ellenfél Eredmény | Helyezés |
| ----------- | ----------- | ----------------------------------- | ------------------------------------ | ----------------------------------- | ----------------- | ----------------- | ----------------- | ----------------------------- | -------------------- | ----------------- | ----------------- | ----------------- | -------- |
| Keith Gough | Légsúly     | Leonardo Salvucci (ARG) · 1100-0000 | Francisco de Souza (ANG) · 0001-0000 | Richard Trautmann (GER) · 0000-1000 |                   |                   |                   | Ewan Beaton (CAN) · 0000-0010 | kiesett              | kiesett           | kiesett           |                   | 13.      |
| Ciarán Ward | Harmatsúly  | Marko Korhonen (FIN) · 0010-0000    | Stefan Ćuk (SLO) · 0000-0010         | kiesett                             | kiesett           | kiesett           |                   |                               |                      |                   |                   |                   | 24.      |

## Evezés
Férfi
| Versenyző     | Versenyszám  | Előfutam | Előfutam | Vigaszág | Vigaszág | Elődöntő | Elődöntő | Elődöntő | Döntő | Döntő   | Döntő | Helyezés |
| Versenyző     | Versenyszám  | Idő      | Hely.    | Idő      | Hely.    | Típus    | Idő      | Hely.    | Típus | Idő     | Hely. | Helyezés |
| ------------- | ------------ | -------- | -------- | -------- | -------- | -------- | -------- | -------- | ----- | ------- | ----- | -------- |
| Niall O'Toole | Egypárevezős | 7:50,46  | 6.       | 7:07,68  | 3.       | C/D      | 9:25,95  | 5.       | D     | 8:01,78 | 3.    | 21.      |

## Íjászat
Férfi
| Versenyző  | Versenyszám | Selejtező | Selejtező | Selejtező | Selejtező | Selejtező | Selejtező | Selejtező | Selejtező | Selejtező | Selejtező | Kieséses szakasz  | Kieséses szakasz  | Kieséses szakasz  | Kieséses szakasz  | Kieséses szakasz  | Helyezés |
| Versenyző  | Versenyszám | 30 m      | 30 m      | 50 m      | 50 m      | 70 m      | 70 m      | 90 m      | 90 m      | Pont      | Hely.     | 32-es főtábla     | Nyolcaddöntő      | Negyeddöntő       | Elődöntő          | Döntő             | Helyezés |
| Versenyző  | Versenyszám | Pont      | Hely.     | Pont      | Hely.     | Pont      | Hely.     | Pont      | Hely.     | Pont      | Hely.     | Ellenfél Eredmény | Ellenfél Eredmény | Ellenfél Eredmény | Ellenfél Eredmény | Ellenfél Eredmény | Helyezés |
| ---------- | ----------- | --------- | --------- | --------- | --------- | --------- | --------- | --------- | --------- | --------- | --------- | ----------------- | ----------------- | ----------------- | ----------------- | ----------------- | -------- |
| Noel Lynch | Egyéni      | 346       | 26.       | 317       | 36.       | 320       | 30.       | 242       | 70.       | 1225      | 62.       | kiesett           | kiesett           | kiesett           | kiesett           | kiesett           | 62.      |

## Kajak-kenu

### Síkvízi
Férfi
| Versenyző               | Versenyszám         | Előfutam | Előfutam | Előfutam | Vigaszág | Vigaszág | Vigaszág | Elődöntő | Elődöntő | Elődöntő | Döntő   | Döntő    |
| Versenyző               | Versenyszám         | Idő      | Hely.    | Össz.    | Idő      | Hely.    | Össz.    | Idő      | Hely.    | Össz.    | Idő     | Helyezés |
| ----------------------- | ------------------- | -------- | -------- | -------- | -------- | -------- | -------- | -------- | -------- | -------- | ------- | -------- |
| Patrick Holmes          | Kajak egyes 500 m   | 1:43,46  | 4.       | 14.      | 1:43,96  | 3.       | 12.      | 1:45,11  | 9.       | 17.      | kiesett | kiesett  |
| Patrick Holmes          | Kajak egyes 1000 m  | 3:44,78  | 4.       | 16.      | 3:35,62  | 3.       | 7.       | 3:42,07  | 9.       | 16.      | kiesett | kiesett  |
| Alan Carey Conor Holmes | Kajak kettes 500 m  | 1:41,51  | 6.       | 21.      | 1:37,37  | 6.       | 17.      | kiesett  | kiesett  | kiesett  | kiesett | kiesett  |
| Alan Carey Conor Holmes | Kajak kettes 1000 m | 3:35,03  | 5.       | 24.      | 3:27,48  | 5.       | 15.      | kiesett  | kiesett  | kiesett  | kiesett | kiesett  |

### Szlalom
Férfi
| Versenyző     | Versenyszám | Döntő    | Döntő    | Döntő    | Döntő    | Döntő         | Helyezés |
| Versenyző     | Versenyszám | 1. futam | 1. futam | 2. futam | 2. futam | Jobb eredmény | Helyezés |
| Versenyző     | Versenyszám | Pont     | Hely.    | Pont     | Hely.    | Pont          | Helyezés |
| ------------- | ----------- | -------- | -------- | -------- | -------- | ------------- | -------- |
| Ian Wiley     | Kajak egyes | 110,45   | 5.       | 123,93   | 26.      | 110,45        | 8.       |
| Mike Corcoran | Kenu egyes  | 131,42   | 17.      | 121,57   | 9.       | 121,57        | 12.      |

## Kerékpározás

### Országúti kerékpározás
Férfi
| Versenyző                                       | Versenyszám     | Idő             | Helyezés |
| ----------------------------------------------- | --------------- | --------------- | -------- |
| Conor Henry                                     | Mezőnyverseny   | 4:35:56(+0:35)  | 35.      |
| Kevin Kimmage                                   | Mezőnyverseny   | 4:35:56(+0:35)  | 32.      |
| Paul Slane                                      | Mezőnyverseny   | 4:35:56(+0:35)  | 65.      |
| Mark Kane Kevin Kimmage Robert Power Paul Slane | Csapat időfutam | 2:14:32(+12:53) | 17.      |

## Lovaglás
Díjlovaglás
| Versenyző     | Ló      | Versenyszám | Selejtező | Selejtező | Selejtező | Selejtező | Selejtező | Selejtező | Selejtező | Selejtező | Selejtező | Selejtező | Selejtező  | Selejtező  | Döntő  | Döntő  | Döntő  | Döntő  | Döntő  | Döntő  | Döntő  | Döntő  | Döntő  | Döntő  | Döntő      | Helyezés |
| Versenyző     | Ló      | Versenyszám | 1. kör    | 1. kör    | 2. kör    | 2. kör    | 3. kör    | 3. kör    | 4. kör    | 4. kör    | 5. kör    | 5. kör    | Összesítés | Összesítés | 1. kör | 1. kör | 2. kör | 2. kör | 3. kör | 3. kör | 4. kör | 4. kör | 5. kör | 5. kör | Összesítés | Helyezés |
| Versenyző     | Ló      | Versenyszám | Pont      | Hely.     | Pont      | Hely.     | Pont      | Hely.     | Pont      | Hely.     | Pont      | Hely.     | Pont       | Hely.      | Pont   | Hely.  | Pont   | Hely.  | Pont   | Hely.  | Pont   | Hely.  | Pont   | Hely.  | Pont       | Helyezés |
| ------------- | ------- | ----------- | --------- | --------- | --------- | --------- | --------- | --------- | --------- | --------- | --------- | --------- | ---------- | ---------- | ------ | ------ | ------ | ------ | ------ | ------ | ------ | ------ | ------ | ------ | ---------- | -------- |
| Anna Merveldt | Rapallo | Egyéni      | 306       | 15.       | 299       | 26.       | 309       | 13.       | 298       | 19.       | 315       | 7.        | 1527       | 16.        | 255    | 15.    | 278    | 8.     | 269    | 10.    | 281    | 7.     | 272    | 12.    | 1355       | 11.      |

Díjugratás
| Versenyző                                            | Ló                                    | Versenyszám | Selejtező | Selejtező | Selejtező | Selejtező | Selejtező | Selejtező    | Selejtező  | Selejtező  | Döntő   | Döntő   | Döntő   | Döntő   | Végeredmény | Végeredmény |
| Versenyző                                            | Ló                                    | Versenyszám | 1. kör    | 1. kör    | 2. kör    | 2. kör    | 2. kör    | 3. kör       | Összesítés | Összesítés | 1. kör  | 1. kör  | 2. kör  | 2. kör  | Végeredmény | Végeredmény |
| Versenyző                                            | Ló                                    | Versenyszám | Pont      | Hely.     | Pont      | Össz.     | Hely.     | Pont         | Pont       | Hely.      | Bünt.   | Hely.   | Bünt.   | Hely.   | Pont/Bünt   | Helyezés    |
| ---------------------------------------------------- | ------------------------------------- | ----------- | --------- | --------- | --------- | --------- | --------- | ------------ | ---------- | ---------- | ------- | ------- | ------- | ------- | ----------- | ----------- |
| Peter Charles                                        | Kruger                                | Egyéni      | 37,00     | 51.       | 64,00     | 101,00    | 36.       | 68,00        | 169,00     | 16.        | 26,00   | 40.     | kiesett | kiesett | 26,00       | 40.         |
| Paul Darragh                                         | Killelea                              | Egyéni      | 42,00     | 43.       | 16,00     | 58,00     | 61.       | visszalépett | 58,00      | 68.        | kiesett | kiesett | kiesett | kiesett | 58,00       | 68.         |
| James Kernan                                         | Touchdown                             | Egyéni      | 52,00     | 36.       | 36,00     | 88,00     | 41.       | 59,50        | 147,50     | 34.        | 16,00   | 30.     | kiesett | kiesett | 16,00       | 30.         |
| Eddie Macken                                         | Welfenkrone                           | Egyéni      | 13,00     | 75.       | 26,50     | 39,50     | 72.       |              | 39,50      | 75.        | kiesett | kiesett | kiesett | kiesett | 39,50       | 75.*        |
| Peter Charles Paul Darragh James Kernan Eddie Macken | Kruger Killelea Touchdown Welfenkrone | Csapat      |           |           |           |           |           |              |            |            | 33,25   | 15.     | 33,50   | 14.     | 66,75       | 14.         |

Lovastusa
| Versenyző                                              | Ló                                          | Versenyszám | Díjlovaglás | Díjlovaglás | Tereplovaglás | Tereplovaglás | Tereplovaglás | Díjugratás | Díjugratás | Végeredmény | Végeredmény |
| Versenyző                                              | Ló                                          | Versenyszám | Bünt.       | Hely.       | Bünt.         | Hely.         | Össz.         | Bünt.      | Hely.      | Bünt.       | Helyezés    |
| ------------------------------------------------------ | ------------------------------------------- | ----------- | ----------- | ----------- | ------------- | ------------- | ------------- | ---------- | ---------- | ----------- | ----------- |
| Máiréad Curran                                         | Watercolour                                 | Egyéni      | 70,00       | 55.         | 74,40         | 34.           | 35.           | 5,00       | 9.         | 149,40      | 29.         |
| Melanie Duff                                           | Rathlin Roe                                 | Egyéni      | 58,80       | 23.         | 87,20         | 41.           | 36.           | 10,00      | 24.        | 156,00      | 32.         |
| Olivia Holohan                                         | Rusticus                                    | Egyéni      | 63,00       | 34.         | 91,20         | 42.           | 40.           | 10,00      | 24.        | 164,20      | 39.         |
| Eric Smiley                                            | Enterprise                                  | Egyéni      | 64,60       | 39.         | 50,80         | 22.           | 23.           | 25,00      | 55.        | 140,40      | 27.         |
| Máiréad Curran Melanie Duff Olivia Holohan Eric Smiley | Watercolour Rathlin Roe Rusticus Enterprise | Csapat      | 193,40      | 9.          | 212,40        | 8.            | 8.            | 40,00      | 10.        | 445,80      | 8.          |

* - egy másik versenyzővel azonos eredményt ért el

## Ökölvívás
| Versenyző        | Versenyszám     | Selejtező                      | Nyolcaddöntő                  | Negyeddöntő                   | Elődöntő                                 | Döntő                        | Helyezés |
| Versenyző        | Versenyszám     | Ellenfél Eredmény              | Ellenfél Eredmény             | Ellenfél Eredmény             | Ellenfél Eredmény                        | Ellenfél Eredmény            | Helyezés |
| ---------------- | --------------- | ------------------------------ | ----------------------------- | ----------------------------- | ---------------------------------------- | ---------------------------- | -------- |
| Paul Buttimer    | Légsúly         | Moses Malagu (NGR) · 8-12      | kiesett                       | kiesett                       | kiesett                                  | kiesett                      | 17.      |
| Wayne McCullough | Harmatsúly      | Fredrick Muteweta (UGA) · 28-7 | Ahmed Aboud (IRQ) · 10-2      | Mohammed Sabo (NGR) · 31-13   | Ri Gvangsik (Ri Gwang-sik) (PRK) · 21-16 | Joel Casamayor (CUB) · 8-14  |          |
| Paul Griffin     | Pehelysúly      | Steven Chungu (ZAM) · RSC      | kiesett                       | kiesett                       | kiesett                                  | kiesett                      | 17.      |
| Michael Carruth  | Váltósúly       | erőnyerő                       | Maselino Tuifao (WSM) · 11-2  | Andreas Otto (GER) · 6-6      | Arkhom Chenglai (THA) · 11-4             | Juan Hernández (CUB) · 13-10 |          |
| Paul Douglas     | Nehézsúly       | John Pettersson (SWE) · 8-1    | Aleksey Chudinov (EUN) · 15-9 | Arnold Vanderlyde (NED) · RSC | kiesett                                  | kiesett                      | 5.       |
| Kevin McBride    | Szupernehézsúly | erőnyerő                       | Peter Hrivňák (TCH) · 1-21    | kiesett                       | kiesett                                  | kiesett                      | 9.       |

RSC - a játékvezető megállította a mérkőzést

## Tenisz
Férfi
| Versenyző               | Versenyszám | 64-es főtábla                                | 32-es főtábla                                                                | Nyolcaddöntő                                                  | Negyeddöntő       | Elődöntő          | Döntő             | Helyezés |
| Versenyző               | Versenyszám | Ellenfél Eredmény                            | Ellenfél Eredmény                                                            | Ellenfél Eredmény                                             | Ellenfél Eredmény | Ellenfél Eredmény | Ellenfél Eredmény | Helyezés |
| ----------------------- | ----------- | -------------------------------------------- | ---------------------------------------------------------------------------- | ------------------------------------------------------------- | ----------------- | ----------------- | ----------------- | -------- |
| Owen Casey              | Egyes       | Magnus Gustafsson (SWE) · 6-7(3–7), 1-6, 4-6 | kiesett                                                                      | kiesett                                                       | kiesett           | kiesett           | kiesett           | 33.      |
| Owen Casey Eoin Collins | Páros       |                                              | Mexikó (MEX) · Leonardo Lavalle · Francisco Maciel · 7-6(7–5), 6-4, feladták | Svájc (SUI) · Jakob Hlasek · Marc Rosset · 6-7(4–7), 3-6, 4-6 | kiesett           | kiesett           | kiesett           | 9.       |

## Úszás
Férfi
| Versenyző    | Versenyszám  | Előfutam | Előfutam | Előfutam | Döntő   | Döntő   | Döntő   | Helyezés |
| Versenyző    | Versenyszám  | Idő      | Hely.    | Össz.    | Típus   | Idő     | Hely.   | Helyezés |
| ------------ | ------------ | -------- | -------- | -------- | ------- | ------- | ------- | -------- |
| Gary O'Toole | 100 m mell   | 1:05,48  | 4.       | 38.      | kiesett | kiesett | kiesett | kiesett  |
| Gary O'Toole | 200 m mell   | 2:17,66  | 7.       | 20.      | kiesett | kiesett | kiesett | kiesett  |
| Gary O'Toole | 200 m vegyes | 2:07,67  | 5.       | 34.      | kiesett | kiesett | kiesett | kiesett  |

Női
| Versenyző      | Versenyszám  | Előfutam | Előfutam | Előfutam | Döntő   | Döntő   | Döntő   | Helyezés |
| Versenyző      | Versenyszám  | Idő      | Hely.    | Össz.    | Típus   | Idő     | Hely.   | Helyezés |
| -------------- | ------------ | -------- | -------- | -------- | ------- | ------- | ------- | -------- |
| Michelle Smith | 200 m hát    | 2:21,37  | 4.       | 35.      | kiesett | kiesett | kiesett | kiesett  |
| Michelle Smith | 200 m vegyes | 2:23,83  | 4.       | 32.      | kiesett | kiesett | kiesett | kiesett  |
| Michelle Smith | 400 m vegyes | 4:58,94  | 3.       | 26.      | kiesett | kiesett | kiesett | kiesett  |

## Vitorlázás
Női
| Versenyző     | Versenyszám | Futam | Futam | Futam  | Futam | Futam | Futam | Futam | Pontszám | Helyezés |
| Versenyző     | Versenyszám | 1     | 2     | 3      | 4     | 5     | 6     | 7     | Pontszám | Helyezés |
| ------------- | ----------- | ----- | ----- | ------ | ----- | ----- | ----- | ----- | -------- | -------- |
| Denise Lyttle | Europe      | 3,0   | 21,0  | (31,0) | 18,0  | 11,7  | 5,7   | 25,0  | 84,4     | 12.      |

Nyílt
| Versenyző                    | Versenyszám     | Futam | Futam | Futam | Futam  | Futam | Futam | Futam  | Pontszám | Helyezés |
| Versenyző                    | Versenyszám     | 1     | 2     | 3     | 4      | 5     | 6     | 7      | Pontszám | Helyezés |
| ---------------------------- | --------------- | ----- | ----- | ----- | ------ | ----- | ----- | ------ | -------- | -------- |
| Mark Mansfield Tom McWilliam | Csillaghajó     | 17,0  | 17,0  | 21,0  | (22,0) | 18,0  | 11,7  | 21,0   | 105,7    | 15.      |
| Peter Kennedy David Wilkins  | Repülő hollandi | 24,0  | 23,0  | 17,0  | 5,7    | 21,0  | 16,0  | (26,0) | 106,7    | 14.      |

## Vívás
Férfi
| Versenyző       | Versenyszám       | Csoportkör | Csoportkör | Selejtező                        | 32-es főtábla     | Egyenes ág a negyeddöntőért | Egyenes ág a negyeddöntőért | Vigaszág a negyeddöntőért | Vigaszág a negyeddöntőért | Vigaszág a negyeddöntőért | Vigaszág a negyeddöntőért | Negyeddöntő       | Elődöntő          | Döntő             | Helyezés |
| Versenyző       | Versenyszám       | Csoportkör | Csoportkör | Selejtező                        | 32-es főtábla     | 1. kör                      | 2. kör                      | 1. kör                    | 2. kör                    | 3. kör                    | 4. kör                    | Negyeddöntő       | Elődöntő          | Döntő             | Helyezés |
| Versenyző       | Versenyszám       | Ellenfél Eredmény | Hely.      | Ellenfél Eredmény                | Ellenfél Eredmény | Ellenfél Eredmény           | Ellenfél Eredmény           | Ellenfél Eredmény         | Ellenfél Eredmény         | Ellenfél Eredmény         | Ellenfél Eredmény         | Ellenfél Eredmény | Ellenfél Eredmény | Ellenfél Eredmény | Helyezés |
| --------------- | ----------------- | --- | ---------- | -------------------------------- | ----------------- | --------------------------- | --------------------------- | ------------------------- | ------------------------- | ------------------------- | ------------------------- | ----------------- | ----------------- | ----------------- | -------- |
| Michael O’Brien | Párbajtőr, egyéni | 4. csoport · Kulcsár Krisztián (HUN) · 4-5 · Robert Felisiak (GER) · 4-5 · Robert Marx (USA) · 5-1 · Manuel Pereira (ESP) · 5-3 · José Bandeira (POR) · 5-3 · José Marcelo Álvarez (PAR) · 5-4 | 3.         | Olivier Jacquet (SUI) · 3-5, 2-5 | kiesett           | kiesett                     | kiesett                     | kiesett                   | kiesett                   | kiesett                   | kiesett                   | kiesett           | kiesett           | kiesett           | 34.      |